# 735 v.Chr.

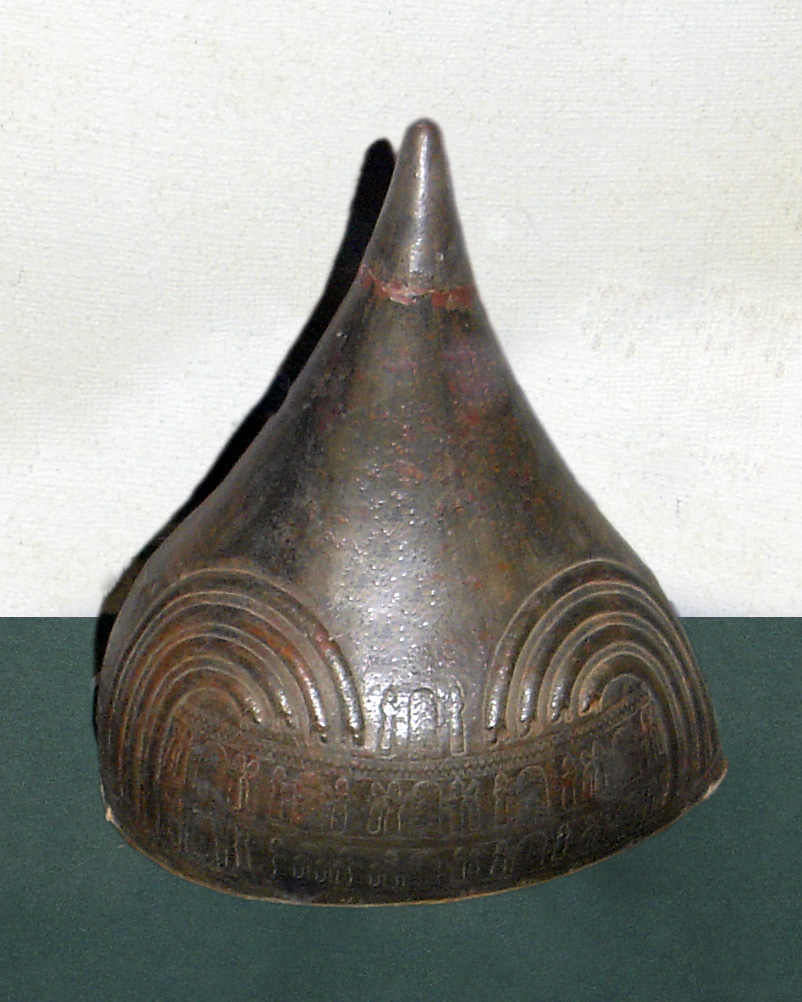
Helm van Sardur II

Het jaar 735 v.Chr. is een jaartal in de 8e eeuw v.Chr. volgens de christelijke jaartelling.

## Gebeurtenissen

### Griekenland
- Kustgebieden in Zuid-Italië en Sicilië worden door Griekse kolonisten uit Chalkis (Euboea) bezet.
- Griekse kolonisten uit Korinthe vestigen zich op Corcyra (Korfu).

### Palestina
- Koning Achaz (735 - 715 v.Chr.) heerser over de vazalstaat Juda.
- Achaz weigert een coalitie te ondertekenen, Damascus en Israël dreigen met oorlog.

### Egypte
- Koning Osorkon V - de negende farao van de 22e dynastie van Egypte - bestijgt de troon.

### Assyrië
- Koning Tiglat-Pileser III wordt te hulp geroepen door Achaz van Juda.
- Tiglat-Pileser III begint een veldtocht tegen het koninkrijk Urartu.
- Tiglat-Pileser III belegert met succes Tushpa, koning Sardur II verschanst zich in de "Sadur Toren".

## Overleden
- Jotam, koning van Juda
- Sjosjenq V, farao van Egypte